# Летний фестиваль в Квебеке
Летний фестиваль в Квебеке (фр. Festival d'été de Québec (FEQ)) - ежегодный музыкальный фестиваль, проводимый в городе Квебекe в июле, один из крупнейших в Канаде музыкальных фестивалей на открытом воздухе.

## История фестиваля
Летний фестиваль был основан в 1968 году группой из семи артистов и предпринимателей города Квебека, с целью "оживить" улицы города и содействовать развитию популярной музыки.
На протяжении 1970-х годов фестиваль состоял из концертов франкофонных артистов, а также уличных представлений. В 1980-е годы фестиваль начинает приглашать артистов из Африки, Европы и США. В 1992 году, в 25-ю годовщину фестиваля, в его программе было 414 представлений с участием артистов из 22 стран.
В 2000-е годы фестиваль решил уделить больше внимания артистам из-за рубежа. В его программе в качестве главных "приманок" появляются такие группы как ZZ Top, Scorpions, Nickelback и Metallica. Согласно опросу общественного мнения в 2012 году, 97% зрителей поддержало это направление развития. Популярность фестиваля растет, и в 2007 году (40-й фестиваль) количество зрителей превысило миллион.

## Фестиваль на карте города
Основные представления фестиваля даются на 3 открытых площадках:
1. Сцена Бель (фр. la Scène Bell) в парке Поля Абраама: концерты артистов, находящихся на пике популярности, собирающие буквально толпы зрителей.
2. Сцена Лото-Кебек (фр. Loto-Québec) в парке Франкофонии: концерты различных жанров.
3. Сцена Идро-Кебек (фр. Hydro-Québec) на площади Ювиль: концерты этнической музыки.

Кроме того, представления идут в нескольких концертных залах, а также на улицах исторической части города.

## Приз «Зеркало»
Начиная с 1989 год Летний Фестиваль в Квебеке присуждает приз «Зеркало» (фр. Prix Miroir) артистам из Квебека и из-за рубежа. Каждый год жюри, состоящее из профессионалов музыкальной индустрии, выбирает отличившихся артистов или группы. Приз присуждается в нескольких категориях («Франкофонная песня», «Зарубежная музыка и фольклор», «Инновация», и т. д.). В каждой категории, за исключением одной («Любимый артист/группа») награждаются также лауреаты. Победителей в категории «Самое популярное шоу» выбирают зрители, а «Зеркало признания» вручают организаторы фестиваля>Prix Miroir. Дата обращения: 5 ноября 2013. Архивировано из оригинала 30 октября 2013 года.</ref>.